# ساندور ناغي (نحات)
ساندور ناجي (بالمجرية: Nagy Sándor)‏ (و. 1923 – 2017 م) هو نحات مجري، توفي في بودابست، عن عمر يناهز 94 عاماً.

## جوائز
حصل على جوائز منها:
- نيشان الفنون والآداب من رتبة قائد (17 يناير 2013)[2]
- جائزة المنافسة العامة  [لغات أخرى]‏ (1946)